# 小行星6948
小行星6948（6948 Gounelle）是一颗绕太阳运转的小行星，为主小行星带小行星。该小行星于1981年3月2日发现。

## 轨道参数
小行星6948的轨道半长轴为2.3961285 UA，离心率为0.157。